# Tetragnatha montana
Tetragnatha montana Simon, 1874 è un ragno appartenente alla famiglia Tetragnathidae.

## Distribuzione
La specie è stata rinvenuta in diverse località della regione paleartica

## Tassonomia
Non sono stati esaminati esemplari di questa specie dal 2011
Attualmente, a dicembre 2013, è nota una sola sottospecie:
- Tetragnatha montana timorensis Schenkel, 1944 — isola di Timor (Indonesia)